# Strånäset

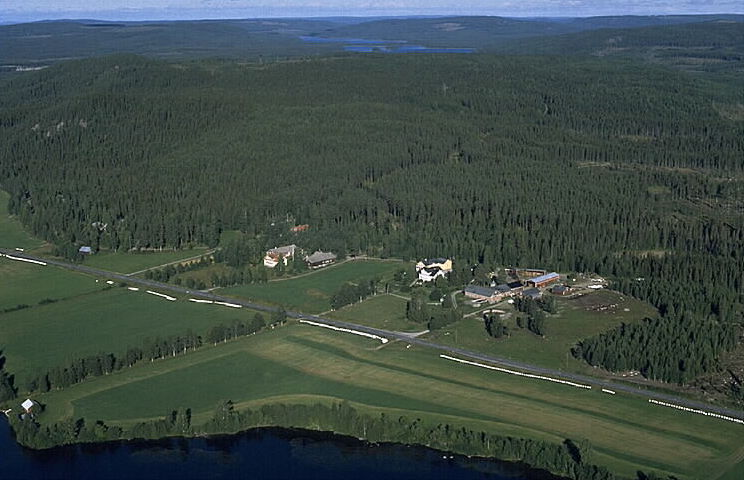
Flygfoto över Strånäset från 1996.

Strånäset är by på en historisk lantbruksfastighet, sedan länge uppdelad på två huvudgårdar, vilkas byggnader är uppförda kring sekelskiftet mellan arton- och nittonhundratalet, och vilka bägge är förklarade för riksintressen och därtill är byggnadsminnesmärkta. 
Strånäset ligger cirka femtiofem kilometer fågelvägen öster om Östersund i Jämtland, Sverige, knappt nio kilometer öster om Stugun, vid Gesundens västra ände, vid Indalsälven, i Ragunda kommun. 

## Historia och utseende
Hela fastigheten ägdes under artonhundratalets första hälft av Anders Jonsson Holmberg. Den delades efter hans död, av lunginflammation 1861, mellan barnen Erik Andersson Holmberg, lantbrukare med uppdrag inom landstinget, och Elisabeth Kristina Andersdotter Holmberg, gift med lantbrukaren Erik Petter Nässén. 
Strånäset består därför sedan dess av två huvudgårdar. Den östra byggdes åt Erik Holmberg och mangårdsbyggnaden och flyglarna stod klara 1887. Stall, ladugård (i tegel) och magasin stod klara 1897. Vissa av byggnaderna ritades och uppfördes under ledning av Axel Åkerlund, som också lett bygget av Stuguns nya kyrka. Kring 1910 byggdes de ursprungligen öppna verandorna in bakom paneler i schweizerstil. En allé leder från boningshuset, ner mot älvstranden. Noterbart är också ett oktagonalt hönshus i lusthusstil, uppfört 1898 av Åkerlund.
På 1930-talet köptes östra gården av Alf Silén. Boningshuset där kallas av den anledningen ibland för det "Silénska huset". Seadan 2001 bedrivs inget jordbruk på denna fastighet och mangården är inte längre bebodd. Däremot förekommer utställningar och annan verksamhet.
Det likaledes praktfulla västra huset uppfördes vid ungefär samma tid för Erik Petter och Elisabet Kristina, på platsen för det ursprungliga huset på Strånäset. Gården ärvdes av sonen Anders Nässén och befinner sig fortfarande i ägo av ättlingar till denne.
Bägge gårdarna är bland de mest påkostade i Jämtland från denna tid. Anledningen till husens praktfullhet är att ägarna gjorde sig god förtjänst på skogsbruk kring sekelskiftet, då timmer var viktigt under den tidiga industrialiseringen av Sverige.